# Смута годов Хогэн
Смута Хогэн (яп. 保元の乱 Хо:гэн но ран) — гражданская война в 1156 году в Японии эры Хогэн в период Хэйан.

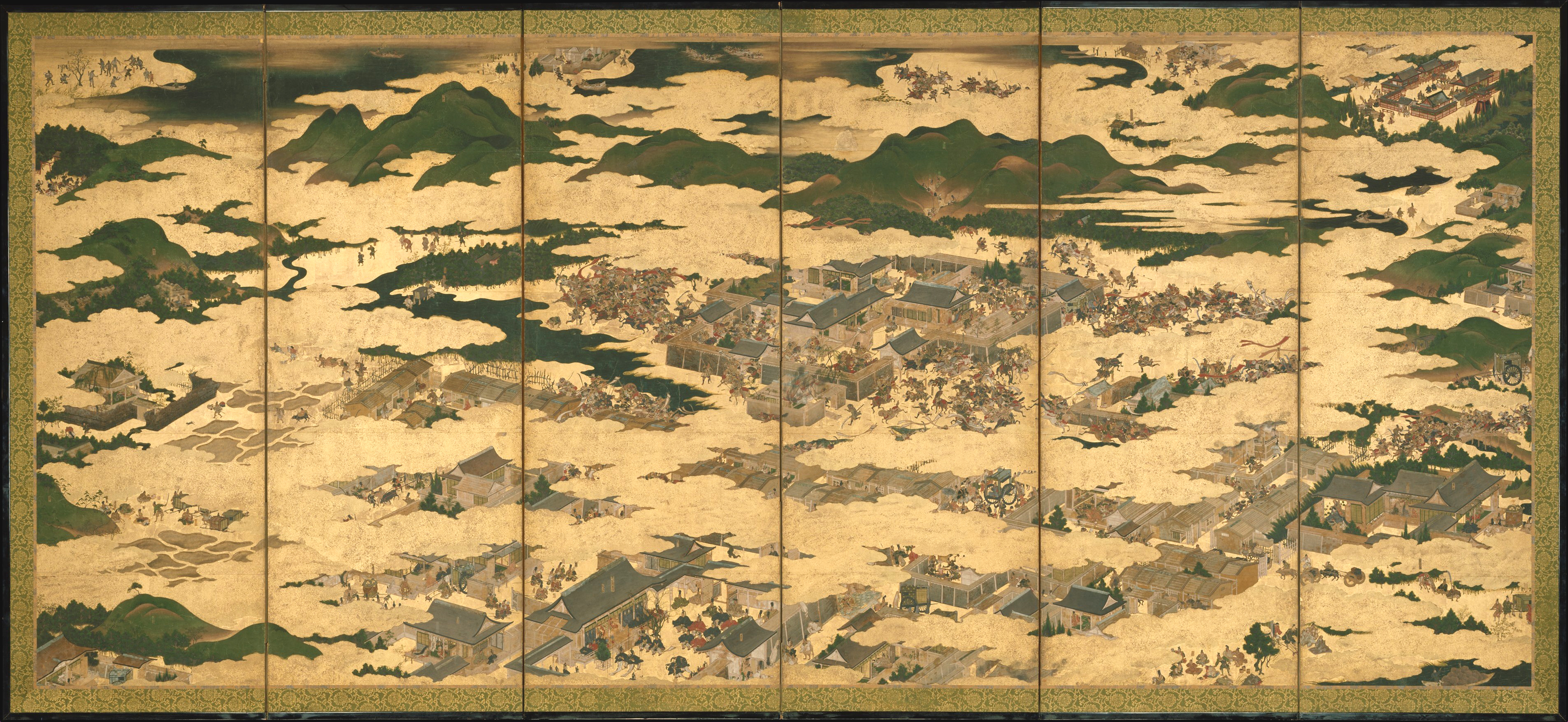
Сражение во время смуты Хогэн

Во время смуты Хогэн решался вопрос о престолонаследии в Японии, а также о контроле над императором в качестве регентов рода Фудзивара. В результате этой смуты власть над императорским домом перешла в руки самурайских кланов, и впервые в японской истории правительство страны возглавил выходец из самурайского рода.

## Ход событий
После того как умер император Тоба, между его сыновьями, правящим императором Го-Сиракавой и его отрёкшимся от власти предшественником, императором Сутоку, разгорелся спор о престолонаследии в стране и о продолжении введённой их отцом системы правления инсэй, при которой фактическим правителем Японии оставался отрекшийся формально от власти и ушедший в монастырь император. Фудзивара-но Тадамити, старший сын регента империи Фудзивары-но Тададзанэ, принял сторону императора Го-Сиракавы, в то время как его младший брат Фудзивара-но Ёринага выступил за Сутоку. Обе партии искали поддержки у влиятельнейших родов Минамото и Тайра. Глава клана Минамото, Минамото-но Тамэёси, и Тайра-но Тадамаса встали на сторону Сутоку и Ёринаги. Глава же клана Тайра, Тайра-но Киёмори, и Минамото-но Ёситомо, старший сын Тамэёси, выступили за Го-Сиракаву и Тадамити.
28 июля вооруженные отряды обеих партий начали боевые действия в Киото. Минамото-но Тамэтомо, сын Тамэёси, предложил ночью нанести удар по укреплённому дворцу противника, однако эта тактика была отвергнута Фудзиварой-но Ёринагой. С другой стороны, аналогичное нападение осуществили отряды Минамото-но Ёситомо и добились успеха. В ночь на 29 июля Минамото-но Ёситомо и Тайра-но Киёмори, во главе отряда из 600 всадников, захватили дворец императора Сутоку. Воины под руководством Киёмори попытались овладеть его западными воротами, которые защищал Тамэтомо, однако были отбиты с потерями, нанесёнными им прекрасно обученными лучниками осаждённых. Затем удар нанесли воины Ёситомо, однако тоже были отбиты. После этого Ёситомо приказал поджечь замок, и самураи Сутоку, оказавшиеся между огнём и вражескими воинами, бежали.
Борьба между Го-Сиракавой и Сутоку продолжалась вплоть до полного поражения последнего 16 августа 1156 года и позволила в 1158 году взойти на престол императору Нидзё, в годы царствования которого страной фактически управлял из монастыря Го-Сиракава. После окончания смуты император Сутоку был сослан в провинцию Сануки, на остров Сикоку, где впоследствии и умер. Фудзивара-но Ёринага пал в бою, Минамото-но Тамэёси и Тайра-но Тадамаса были казнены. Минамото-но Тамэтомо уцелел в сражениях и вынужден был скрываться. После смерти своего отца Минамото-но Ёситомо становится главой клана Минамото. Совместно с кланом Тайра во главе с Тайрой-но Киёмори, клан Минамото становится одной из двух влиятельнейших политических партий в Киото. Такой исход смуты Хогэн и вытекающее из него соперничество этих двух родов привело в 1159 году к смуте Хэйдзи.
Созданный в эпоху Камакура эпос Хогэн Моногатари рассказывает о подвигах самураев, участвовавших в этих событиях. Совместно с Хэйдзи Моногатари и Хэйкэ Моногатари, он описывает политический подъём и падение родов Минамото и Тайра.